# À
À, à – litera alfabetu łacińskiego służąca do zapisu samogłoski [ʌ], wydłużenia, opadnięcia tonu w języku francuskim, katalońskim, włoskim i hanyu pinyin.
Występowała także w sugerowanym przez Jana Kochanowskiego zapisie dla języka średniopolskiego.